# استان سانچز رامیرس
استان سانچز رامیرس (به لاتین: Sánchez Ramírez Province) یک استان در جمهوری دومینیکن است.
مساحت این استان ۱٬۱۹۶٫۱۳ کیلومتر مربع و جمعیت آن در سال ۲۰۱۴ میلادی ۲۴۸٬۸۰۷ نفر می‌باشد.